# قطعنامه ۱۱۰۹ شورای امنیت
قطعنامه ۱۱۰۹ شورای امنیت سازمان ملل متحد که در تاریخ ۲۸ مه ۱۹۹۷ تصویب شد، سندی بین‌المللی دربارهٔ بررسی وضعیت خاورمیانه است. این قطعنامه طی نشست ۳۷۸۲ام با ۱۵ رای موافق، ۰ مخالف و ۰ ممتنع تصویب شد.